# Artéria oftálmica
A artéria oftálmica é um ramo da artéria carótida interna que fornece ramos para vascularizar o olho e outras estruturas na órbita. Ela entra na órbita junto com o nervo óptico através do canal óptico.